# The Whitest Boy Alive
The Whitest Boy Alive er en musikgruppe fra Berlin, Tyskland. Gruppen består af Erlend Øye, bassist Marcin Öz, trommeslager Sebastian Maschat og Daniel Nentwig på keyboard og synthesizer. Gruppen startede i Berlin i 2003 som et elektronisk dance-projekt, men har langsomt udviklet sig til ikke at gøre brug af elektronisk programmerede elementer. Deres pladeselskab hedder Bubbles, og deres debutplade Dreams udkom 21. juni 2006. Gruppens andet album, Rules, udkom 3. marts 2009.
Forsanger Erlend Øye er også medlem af gruppen Kings of Convenience, og har også som solist under eget navn udgivet albummet Unrest fra 2003.

## Diskografi
- Dreams (2006)
- Rules (2009)